# Interkulturella folkhögskolan
Interkulturella folkhögskolan är en folkhögskola i Bergsjön i Göteborg.
Interkulturella folkhögskola började sin verksamhet i januari 2007 som filial till Göteborgs folkhögskola och invigdes i september samma år av kronprinsessan Victoria. Det var den första folkhögskolan i Norden för romska studerande. År 2010 blev den självständig och hette då Agnesbergs folkhögskola eftersom skolans första lokal låg i Agnesberg. Skolan flyttade 2011 till Bergsjön och heter Interkulturella folkhögskolan sedan den 1 januari 2016.
Huvudman för skolan är sedan den 7 april 2016 den ideella föreningen Interkulturella folkhögskolan.
Den 11 november 2020 beslutade Folkbildningsrådet att Interkulturellafolkhögskolan förlorar rätten till statsbidrag den 31 december 2020 och att skolan ska återbetala 3,9 miljoner kronor i felaktigt utbetalat statsbidrag. På skolan har man möjlighet att studera allmän kurs på grundskole- och gymnasienivå samt svenska för invandrare, SFI.
From 2021 har Finska mångkulturella folkhögskolan tagit över deltagare och bedriver folkhögskola på Gärdsås torg i Bergsjön.